# Stanislav Erëmin (pallavolista)
Stanislav Vjačeslavovič Erëmin (in russo Станислав Вячеславович Ерёмин?; Sinferopoli, 23 giugno 1985) è un pallavolista russo.
Gioca nel ruolo di schiacciatore nella Volejbol'nyj klub Lokomotiv Novosibirsk.

## Carriera
La carriera di Stanislav Erëmin inizia nella stagione 2000-01, quando debutta nella Vysšaja Liga A con la seconda squadra della Volejbol'nyj klub Belogor'e-Dinamo, in seguito rinominata Volejbol'nyj klub Lokomotiv-Belogor'e, con la quale gioca per tre annate, prima di approdare nella stagione 2003-04 al Volejbol'nyj klub CSKA di Mosca, sempre in serie cadetta.
Dopo quattro annate dedicate al beach volley, nella stagione 2008-09 torna a calcare i campi indoor, ingaggiato dal Volejbol'nyj klub Ural di Ufa, col quale debutta in Superliga, per poi passare nella stagione seguente alla Volejbol'nyj klub Dinamo-Jantar' di Kaliningrad.
In seguito resta inattivo per una stagione, per poi approdare alla Volejbol'nyj klub Dinamo Krasnodar nel campionato 2011-12, restando legato al club per tre annate, al termine delle quali firma per la Volejbol'nyj klub Lokomotiv Novosibirsk, dove arriva nel campionato 2014-15.